# Papuargia
Papuargia is een geslacht van libellen (Odonata) uit de familie van de waterjuffers (Coenagrionidae).

## Soorten
Papuargia omvat 1 soort:
- Papuargia stuberi Lieftinck, 1938